# Pulteney Bridge
Pulteney Bridge je silniční obloukový most v anglickém městě Bath. Překonává řeku Avon. Je známý jako jeden ze čtyř mostů na světě, které mají po celé své délce obchody.
Most byl pojmenován po Frances Pulteneyové, která v roce 1767 zdědila Bathwick Estate ležící na druhé straně řeky Avon jako Bath. Město Bath zažívalo v té době stavební rozmach a Francesin manžel William Pulteney se rozhodl rozšířit město i na druhou stranu řeky. Na navržení spojnice břehů pozval významného novoklasicistního architekta Roberta Adama, který se inspiroval nerealizovaným projektem mostu Ponte di Rialto od Andreu Palladia.
Celková délka mostu je 45 m a jeho šířka je 18 m. Dnes slouží most jen pro pěší, pro autobusy a pro taxíky; v roce 2009 byl provoz automobilů na mostě zakázán.
Vzhled mostu se průběžně během dějin měnil. V roce 1792 činila jeho původní šířka 15 m, a byla zvýšena na současných 18 metrů. Původních 16 obchodů bylo přestavěných na šest. V 19. století majitelé obchodů měnili jejich vzhled měněním oken nebo rozšiřováním nad řeku pomocí konzol. V první polovině 20. století bylo několik obchodů koupeno městskou radou a přebudováno do původní podoby. Poslední velká úprava mostu se uskutečnila v roce 1975, kdy byly obnoveny fasády obchodů na jižní straně ulice.